# Comboio Presidencial
O Comboio Presidencial é uma composição ferroviária histórica portuguesa, que foi utilizada entre 1910 e 1970, para transportar os chefes de estado. Foi restaurada pelo Museu Nacional Ferroviário.

## Descrição
O Comboio Presidencial é composto por seis carruagens pintadas de azul e vermelho, incluindo uma carruagem salão Sy5, construída em 1930 pela empresa alemã Linke-Hofmann, e que possuía sistemas de água, uma casa de banho, uma cozinha e um quarto.

## História
O Comboio Presidencial funcionou originalmente entre 1910 e 1970, para transportar os chefes de estado. Em 28 de Abril de 1957, o Comboio Presidencial fez uma viagem até Sintra, para a cerimónia de inauguração da tracção eléctrica na Linha de Sintra. Após sair do serviço, foi preservado como comboio histórico.
Entre 2009 e Fevereiro de 2013, o Comboio foi alvo de profundas obras de restauro nas instalações do Museu Nacional Ferroviário, no Entroncamento, de forma a ser homologado para circular pela Rede Ferroviária Nacional. O processo de restauro foi considerado uma iniciativa inédita em Portugal, uma vez que se debruçou sobre toda a composição, e foi composto por uma revisão da estrutura, conservação do património integrado através da reconstituição dos interiores e da recuperação dos revestimentos e equipamentos, além da reprodução de vários objectos que estavam em falta. O restauro procurou recuperar o ambiente da Década de 1970, correspondente aos últimos anos de serviço regular do comboio. Esta intervenção foi financiada pelo Programa Mais centro (QREN) e pelo Programa de Intervenção no Turismo do Instituto do Turismo de Portugal, e teve o apoio das empresas Comboios de Portugal, Rede Ferroviária Nacional, Marsipel e Somaia.
Foi apresentado oficialmente após o restauro em 12 de Dezembro de 2013, tendo sido organizada uma viagem inaugural entre a Estação de Santa Apolónia em Lisboa, e o Entroncamento. A viagem foi apoiada pelas empresas Delta Cafés e Spal Porcelanas, e pelo atelier Gráficos à Lapa. Após a cerimónia, o comboio ficou em exposição no Museu Nacional Ferroviário, prevendo-se a sua utilização em viagens turísticas e culturais e outros eventos.
Em 2016, estava a ser utilizado como parte do pacote Vila Joya, que fazia viagens temáticas entre a Estação de São Bento, no Porto, e o Pinhão, na Linha do Douro.